# PLEASURE (카하라 토모미의 노래)
〈PLEASURE〉(프레저)는 일본의 가수, 카하라 토모미의 22번째 싱글이다. 카하라 작품에서 유일한 CCCD이다.

## 해설
- 애니메이션 《크레용 신짱》(짱구는 못말려)의 원작자인 우스이 요시토에 의한, 오리지널 일러스트 자켓이며, 서로 팬이였기 때문에 노하라 신노스케(신짱구)와 카하라의 컬래버레이션이 실현되고 있다. 그 때, 카하라는 단행본 36권에 등장하는 토모미(통칭: 토모미짱)에 비슷하게 그려져있다. 화면은 노하라 가의 하루의 일상을 표현하고 있다.
- M-2 〈미래색의 별빛들〉(未来色の星屑) (작사 · 작곡: Yori)는 일본 작곡가 협회 주최 ‘새로운 일본의 노래 페스티벌’그랑프리 8작품 중에 크리스탈 뮤직상을 수상한 노래이기도 하다.
- 처음에는 2002년 가을에 발매 예정이 4개월 정도 연기된 후에, 프로모션 활동은 발매로부터 2~3개월 후에 행해졌기 때문에 매상은 단독명의로는 과거 최저가 돼버렸다.
- 워너 뮤직 재팬 재적시의 마지막 작품이다.

## 수록곡
1. PLEASURE
  - 작사: 쿠로스 치히로, 작곡:  호소이 카오리, 편곡: 시미즈 노부유키
2. 미래색의 별빛들(未来色の星屑)
  - 작사 · 작곡: Yori, 편곡: 시미즈 노부유키
3. PLEASURE (instrumental)
4. 미래색의 별빛들 (instrumental)

## 타이업
PLEASURE
- TV 아사히계 애니메이션 《크레용 신짱》(짱구는 못말려) 오프닝 테마
- 도호 배급 애니메이션 영화 《크레용 신짱 폭풍을 부르는 영광의 불고기 로드(짱구는 못말려: 태풍을 부르는 영광의 불고기 로드) 오프닝 테마

미래색의 별빛들
- 도호 배급 애니메이션 《크레용 신짱 폭풍을 부르는 영광의 불고기 로드》의 삽입곡